# (5571) Lesliegreen
(5571) Lesliegreen – planetoida z pasa głównego asteroid okrążająca Słońce w ciągu 5 lat i 91 dni w średniej odległości 3,02 j.a. Została odkryta 1 czerwca 1978 roku w Europejskim Obserwatorium Południowym przez Karla Kampera. Nazwa planetoidy pochodzi od Lesliego Greena (ur. 1931), niezmiennie przez 40 lat od roku 1967 pełniącego funkcję skarbnika Junior Astronomical Society (obecnie Society for Popular Astronomy). Nazwę zaproponował R.A. Scagell. Przed nadaniem oficjalnej nazwy planetoida nosiła oznaczenie tymczasowe (5571) 1978 LG.